# Cap Coz
Pour les articles homonymes, voir Coz (homonymie).

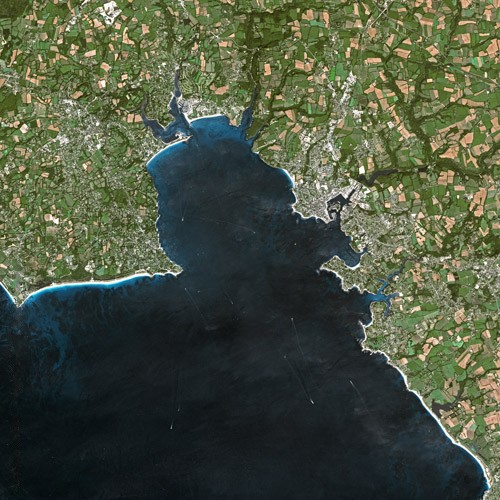
Le cap Coz, au fond de la baie de La Forêt.

Le cap Coz est une flèche littorale très effilée, orientée de l'Ouest vers l'Est, qui ferme partiellement la partie nord de la baie de La Forêt, qui fait partie de la commune de Fouesnant (Finistère) et située à proximité de Port-la-Forêt.

## Histoire
La flèche littorale du cap Coz fut, pour la première fois de mémoire d'homme, coupée en trois endroits en décembre 1865 sous l'effet d'un raz-de-marée. Les riverains, dans une pétition adressée en 1871 au conseiller général du canton dénoncent « les charrettes viennent (...) charger du sable sur le haut des dunes et jusque dans les brèches. Le cap Coz se trouve ainsi menacé de destruction dans un temps plus ou moins rapproché, si on laisse quelque temps les choses suivre leur cours naturel ».
En 1882 est construit le quai insubmersible de la cale de Penancap au cap Coz.
La flèche littorale du cap Coz, qui appartenait à l'État français, faisait partie du domaine public maritime. En 1924, un projet de lotissement au bénéfice de plusieurs propriétaires est programmé en dépit des protestations des opposants qui affirment lors de l'enquête d'utilité publique de janvier 1924 que c'est « l'unique promenade accessible au public et qu'elle doit rester en l'état ». Le conseil municipal rejette cette concession du domaine public maritime en septembre 1924, mais une bande voisine de terrains qui appartenait à Charles Le Meudec est lotie en une dizaine de lots en septembre 1926 et la dune elle-même est finalement lotie en cinq lots à la suite d'une nouvelle enquête publique en mai 1930.

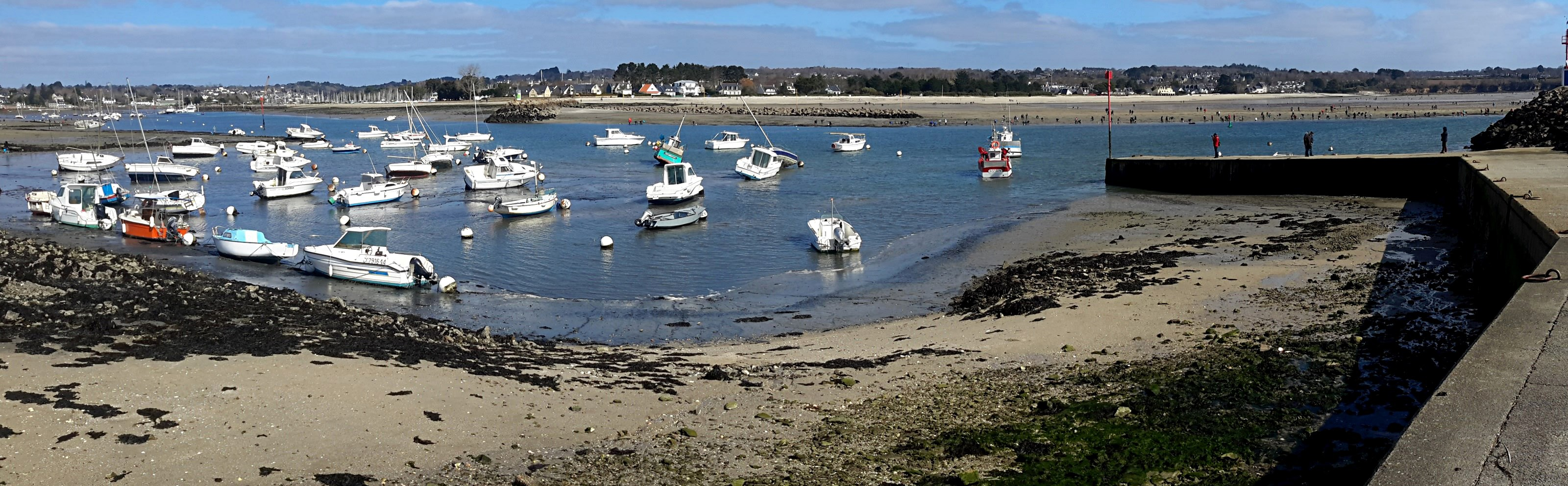
Port de cap Coz à marée basse